# 巴西航空工业飞鸿100
巴西航空工业飞鸿100（Embraer Phenom 100）是由巴西航空工业公司开发生产的超轻型喷气式飞机，型号为EMB-500。截至2023年4月，該機型已交付超過400架。

## 开发过程
2005年4月，巴西航空工业公司董事会批准了超轻型以及轻型喷气式飞机的开发。 11月9日，该公司在年度NBAA大会上宣布，这种超轻型喷气飞机将被命名为飞鸿100（Phenom 100），并展示了该飞机的全尺寸模型。 
该机型于2007年7月26日在巴西圣何塞·多斯坎波斯首次飞行，并于2008年12月9日获得了巴西国家民航局的型号合格证。 首架飞机在2008年12月24日交付。 

## 设计
飞鸿100采用椭圆形机舱，客舱容积达7.985立方米（合282立方英尺），装备有一扇1.47米高，0.74米宽的舱门以及1.2英尺高，1英尺宽的客舱舷窗。货舱采用不加压设计，容积为1.56立方米（合54.9立方英尺）。飞鸿100达五分之一的部分由复合材料制造，结构寿命为28000个飞行周期或35000个飞行小时。

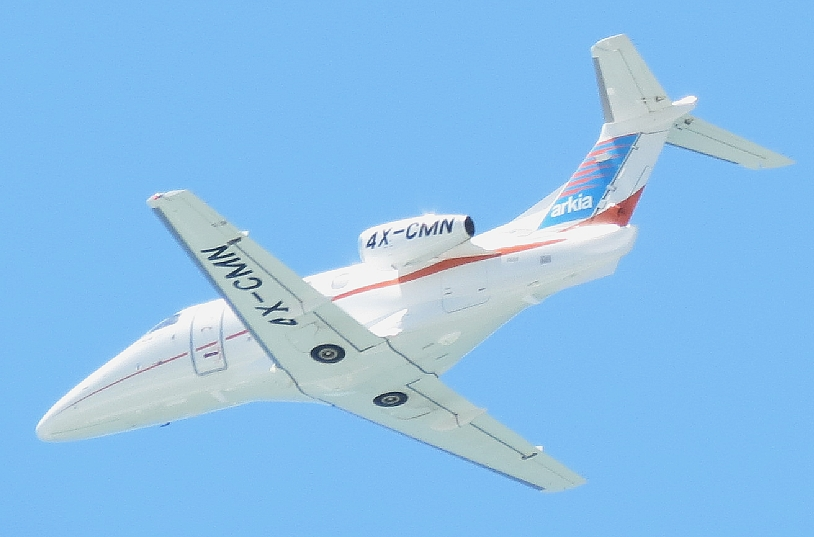
光洁构型下的飞鸿100

在一般配置下，该飞机可以搭载四名乘客。通过选装侧向座椅以及配备了安全带的盥洗室， 飞鸿100可以搭载高达七名旅客与一名机组成员。客舱内部设计由宝马集团美国设计工作室完成。
该飞机装备有两个后置的加拿大普惠公司PW617-F涡轮风扇发动机，在ISA+10℃下可提供的起飞推力为7.2千牛（合1695磅）。发动机配备两部全权数字发动机控制（FADEC）系统。 如果起飞时出现单侧发动机失效，自动性能储备（Automatic Performance Reserve, APR）功能会将另一侧发动机输出提高到1777磅。之后的PW617 F-E型号可以在十分钟内保持输出1820磅的推力。

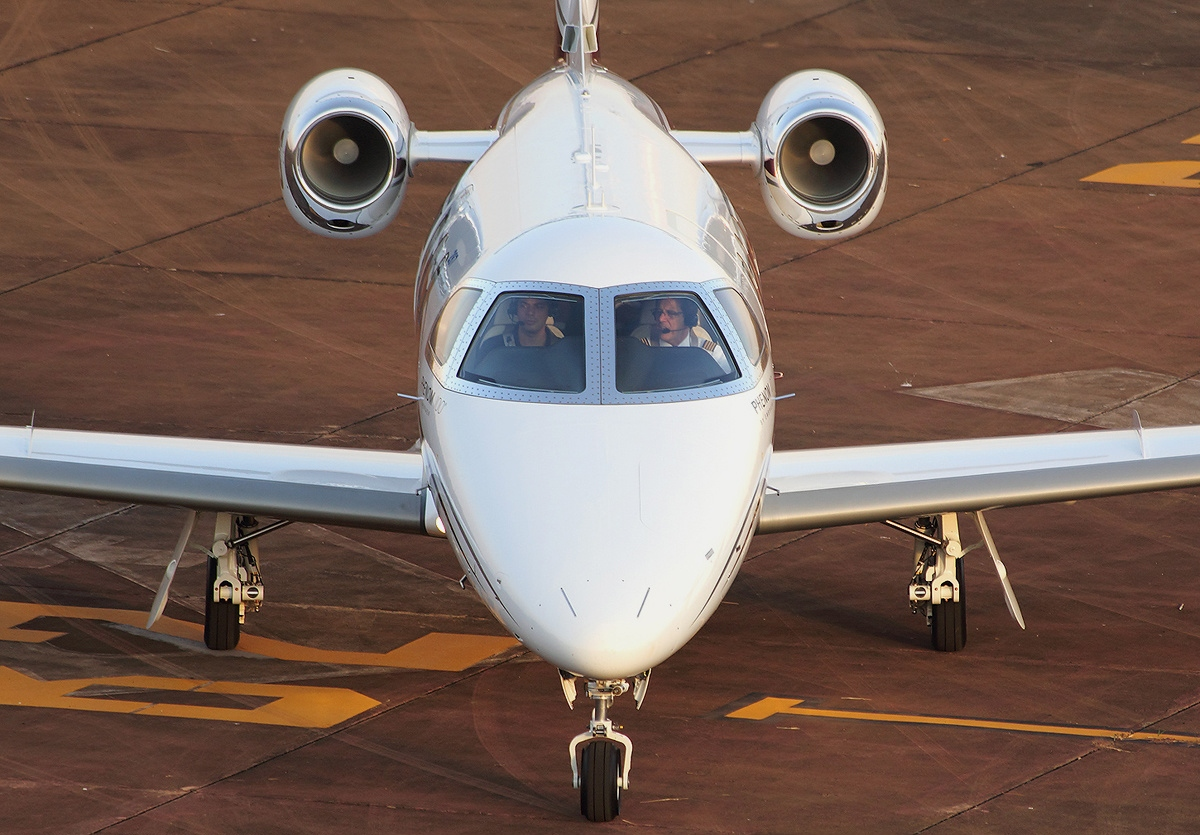
正视图

在搭载四名乘员，并按NBAA IFR规则携带储备燃油的情况下，该机型最大飞行距离为1178海里（合2182公里）。 

## 交付
巴西航空工业公司原本计划在2008年交付15架飞鸿100，并于2009年交付120-150架。然而，在2008年其仅完成了2架飞机的交付，并不得不将2009年的交付计划缩减至97架。在2014年末，巴西航空工业公司拥有大约30架飞鸿100的订单。
从2016年七月起，所有飞鸿系列飞机的组装工作都被转移到了位于佛罗里达州墨尔本的生产线。这一生产线每年可以组装96架飞鸿以及72架莱格赛450/莱格赛500。 截至2016年六月，此处共生产了超过170架飞鸿，主要交付给了美国市场。巴西航空工业公司曾有两条飞鸿100EV的生产线，另一条位于巴西。 如今巴西的生产线已经被墨尔本的生产线取代。
| 年份     | 2008 | 2009 | 2010 | 2011 | 2012 | 2013 | 2014 | 2015 | 2016 | 2017 | 2018 |
| -------- | ---- | ---- | ---- | ---- | ---- | ---- | ---- | ---- | ---- | ---- | ---- |
| 交付数量 | 2    | 97   | 100  | 41   | 29   | 30   | 19   | 12   | 10   | 18   | 11   |

## 运营者
该机型的运营者包括私人、企业、飞机租赁商、军方等等。
飞鸿100在2009年的售价为360万美元， 2015年达到了416万美元。一架飞鸿100的维护价格大约为每英里2-3美元。 

### 军方

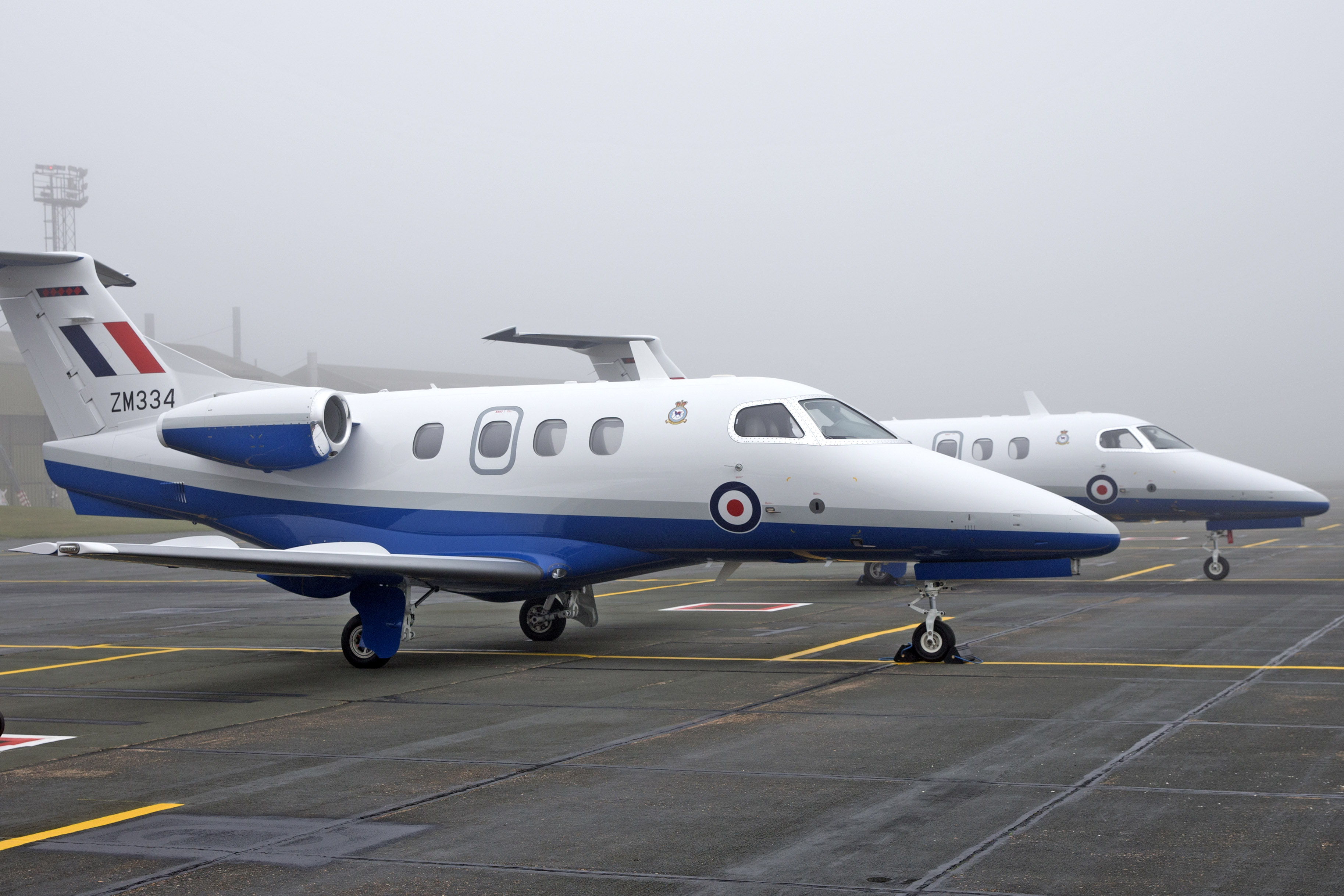
2018年皇家空军第45飞行中队

巴西
- 巴西空军 - 两架飞鸿100于2019年10月交付给了巴西空军，军方命名为U-100。 [20]

 巴基斯坦
- 巴基斯坦空军 – 拥有四架用于运送贵宾的飞鸿100。 [21]

 英国
- 英国皇家空军 - 被用作英国军事飞行训练系统（英语：UK Military Flying Training System）的一部分。

## 重大事故
2014年12月8日，一架注册号为N100EQ的飞鸿100在蒙哥马利县机场进近时坠毁于马里兰州盖瑟斯堡的一处民宅。事故造成共六人丧生，包括三名机上乘员和三名民宅中的地面人员。美国国家运输安全委员会（NTSB）在事故报告中写道：“假如防冰系统有被启动的话，飞行员在失速可能发生的前20秒左右便能听见警报。”事故报告进一步指出：“一系列安全问题显示，对于需要飞行员具备相应型号认证资格，并且允许单机组在结冰环境下运行的涡扇飞机（例如EMB-500）来说，有必要安装一种安全系统，在防冰系统应当启动却未被启动时自动向机组发出警告。同时，也有必要向这些飞机的飞行员提供足够的训练，使他们的能力不仅限于通过飞行测试”。
这起事故是涉及飞鸿100的第一起，也是截至目前唯一一起致命事故。

## 型号
EMB-500
飞鸿100系列的型号名。
飞鸿100
该系列的初始生产型号。“飞鸿100”是巴西航空工业公司指定的市场名称，用以代表装配了G1000航电系统以及两台PW617F-E引擎的EMB-500。 
飞鸿100E
飞鸿100的升级版本，拥有多功能扰流板。这一市场名称指代的是装配了G1000航电系统，两台PW617F-E引擎，以及扰流板面板的EMB-500。
飞鸿100EV
飞鸿100EV的机身重量更低，推力也从1695磅提升至1730磅，爬升至41000英尺所需的时间从原本的33分钟缩短至25分钟，高温条件下在高海拔机场的起飞距离从6609英尺缩短至5663英尺。驾驶舱装备有佳明G3000触控显示屏。飞鸿100EV的定价为449万5千美元， 第一架于2017年5月31日交付。 飞鸿100EV是装备了佳明G3000航电、PW617F1-E引擎的EMB-500的市场名称。
U-100
巴西军方为其两架飞鸿100EV指定的名称。

## 规格参数（飞鸿100EV）
数据来自飞鸿100EV宣传手册
基本信息
- 机组成员：1

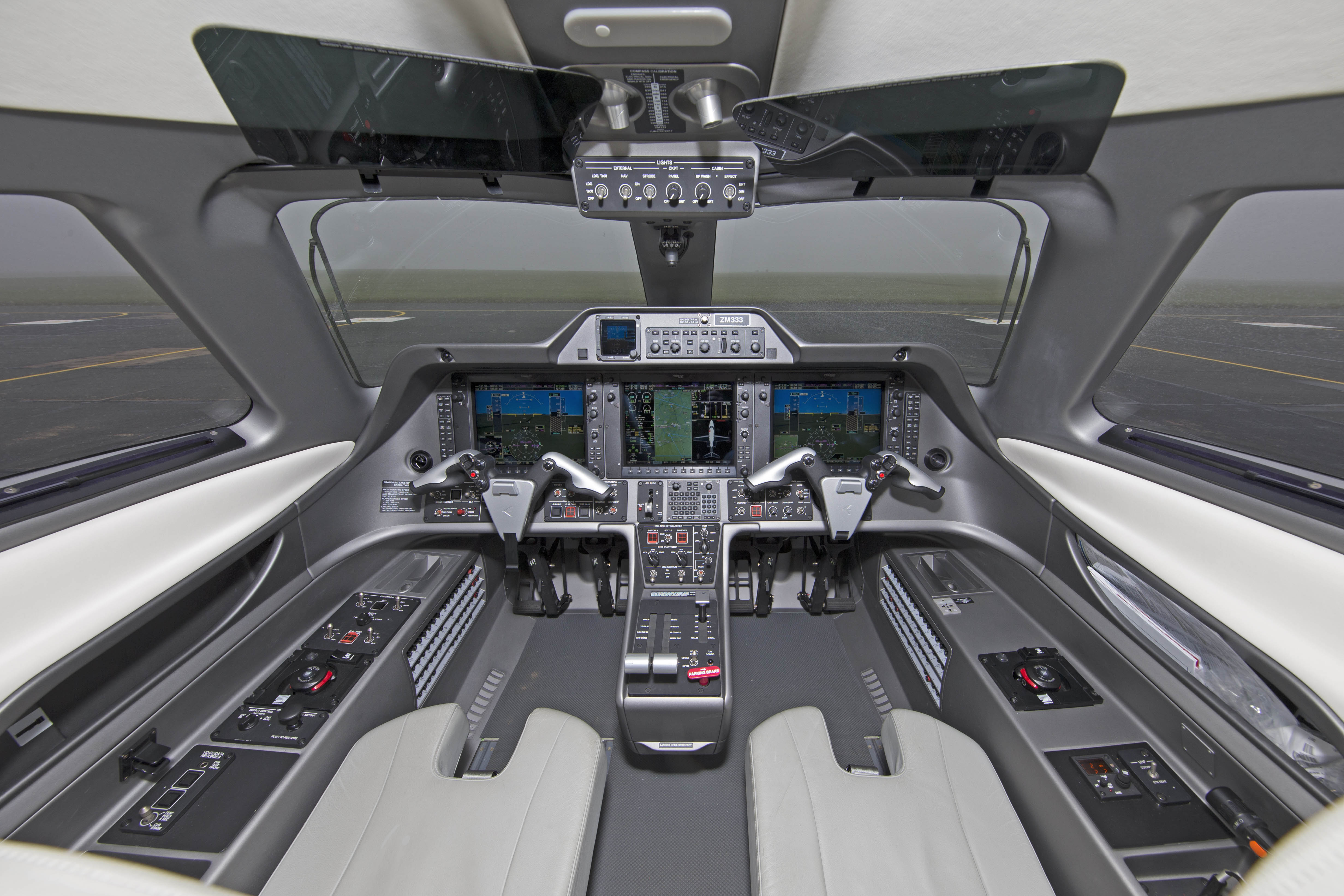
飞鸿100驾驶舱

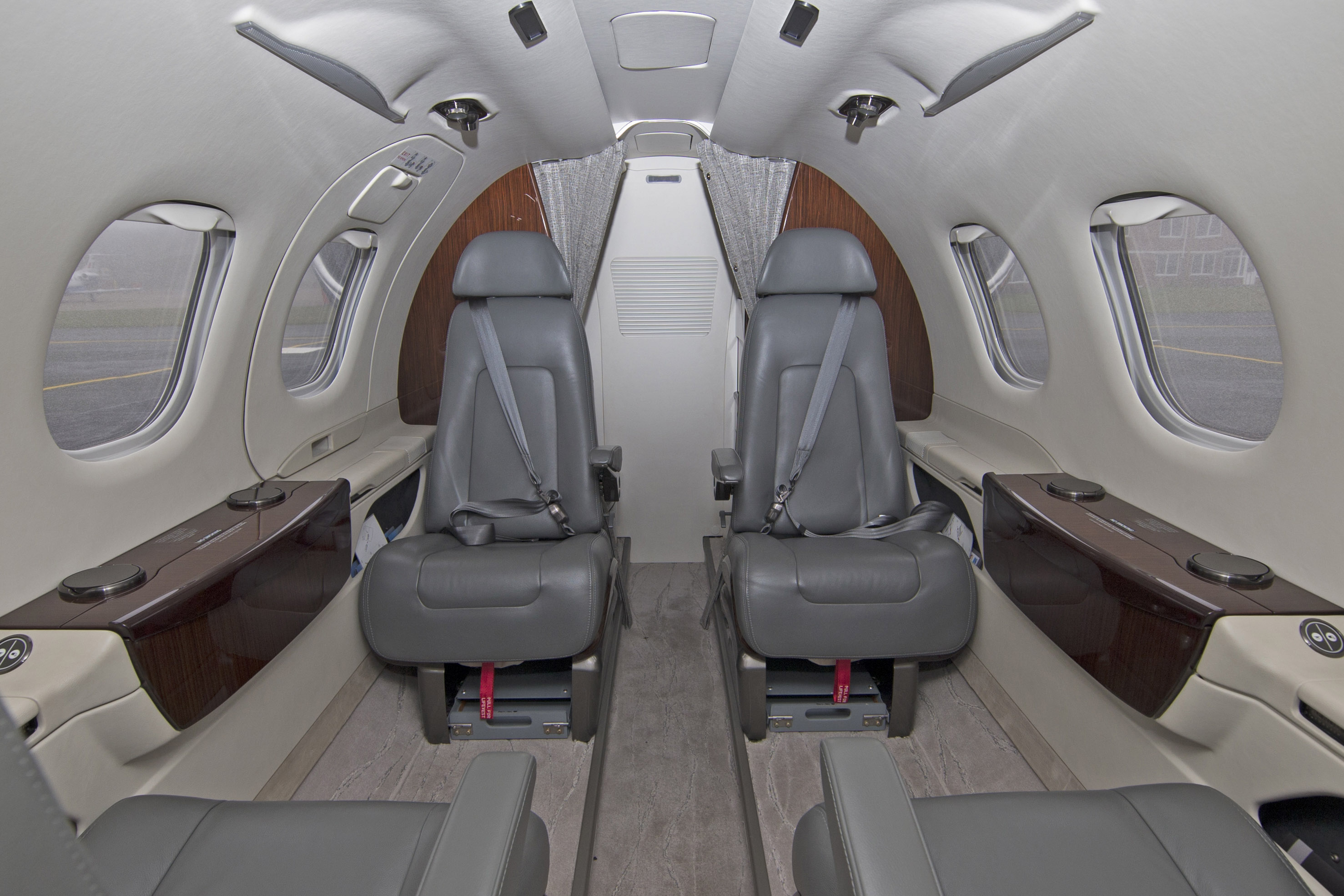
客舱

- 载客量：5-7名乘客/755公斤（合1664磅）负载
- 长度：12.82米（42英尺1英寸）
- 翼展：12.3米（40英尺4英寸）
- 高度：4.35米（14英尺3英寸）
- 空重：3275公斤（合7220磅）
- 最大起飞重量：4800公斤（合10582磅）[3]
- 油箱容量：1272公斤（合2804磅）[29]
- 座舱高度：1.5米（4英尺11英寸）[9]
- 座舱长度：3.35米（11英尺）[9]
- 发动机：2 × 普惠PW617F1-E涡扇发动机，在ISA+8°C下，每台推力7.7千牛(合1730磅)。

性能数据
- 最大速度：0.7马赫
- 巡航速度：750公里每小时（合470英里每小时，或400节）
- 最小操纵速度：180公里每小时（合110英里每小时，或97节）
- 航程：2182公里（合1356英里，或1178海里)（长巡航（LRC）设置，载有四名体重91公斤（合200磅）乘员，按NBAA IFR标准携带185公里（合115英里，或100海里）备降储备燃油）
- 实用升限：12497米（合41001英尺）
- 座舱高度:  2438米（合8000英尺）（飞行高度12497米，合41000英尺）[7]
- 起飞距离：975米（3199英尺）（最大起飞重量，海平面高度，ISA温度）
- 降落距离：741米（2431英尺）（海平面高度，ISA温度，载有四名体重91公斤（合200磅）乘员，按NBAA IFR标准携带185公里（合115英里，或100海里）备降储备燃油）
- 每小时油耗（飞行长度1111公里（合690英里，或600海里)，载有四名体重91公斤（合200磅）乘员，按NBAA IFR标准携带储备燃油。海平面高度起飞，ISA温度)[29]
  - 第一小时 - 414升/小时（合109加仑/小时，或91英制加仑/小时）（起飞、爬升至巡航高度）
  - 第二小时 - 292升/小时（合77加仑/小时，或64英制加仑/小时）（巡航）

航电系统
- 巴西航空工业“Prodigy Touch”驾驶舱（基于佳明G3000）